# Банда Сергея Зарипова
Банда Сергея Зарипова — организованная преступная группировка, действовавшая в 1997—2006 годах в Санкт-Петербурге и Ленинградской области.

## Создание банды
Основателем банды был уроженец Челябинской области Сергей Юристович Зарипов. Он родился в 1966 году. В 1990-х годах Зарипов вместе со своим родным братом Андреем переехал жить из Казахстана в Санкт-Петербург. Там Сергей закончил ветеринарную академию. По некоторым данным, Зариповы вскоре после переезда в Санкт-Петербург примкнули к организованной преступной группировке, возглавляемой политиком Юрием Шутовым. В 1997 году Зарипов создал банду, собрав и объединив четырнадцать человек, в том числе своих бывших однокурсников, ранее судимых, а также бывших военных и спецназовцев. Среди них были бывший боец отряда «Витязь» дивизии внутренних войск Вячеслав Ичин и Алексей Гардоцкий, в своё время окончивший Ленинградское высшее командное училище ПВО. Андрей Зарипов также вошёл в банду. Всем бандитам было более 30 лет. Костяк группировки составляли Сергей Зарипов, Ичин, Роман Смирнягин, Алексей Кескюль и Илья Курило. Согласно одной из версий, банда Зарипова входила в преступную группировку Юрия Шутова, являясь одной из трёх «бригад», составляющих эту ОПГ.

## Возможная причастность банды к убийству Михаила Маневича
Согласно одной из версий, именно киллеры банды Зарипова совершили убийство вице-губернатора Санкт-Петербурга Михаила Маневича. Маневич был убит в Санкт-Петербурге 18 августа 1997 года, когда ехал на служебном автомобиле вместе со своей женой. Снайпер стрелял из слухового окна чердака дома на противоположной стороне проспекта. Михаил Маневич был ранен пятью пулями в шею и грудь, и скончался по дороге в больницу, его жена получила лёгкое касательное ранение. Убийца скрылся, оставив автомат Калашникова югославского производства с оптическим прицелом, пробежал по крыше, спустился вниз уже в здании на Литейном проспекте, прошёл через несколько дворов и сел в ожидавший его автомобиль. Позже экспертами было установлено, что преступник передвигался в галошах, а руки у него были смазаны кремом (его следы остались на затворе автомата), благодаря чему киллер не оставил на автомате отпечатков пальцев и лучше чувствовал пальцем спусковой крючок.
По показаниям свидетелей удалось установить, что в этом преступлении принимали участие от пяти до десяти человек —киллера, двоих наблюдателей с рацией, передававших информацию о перемещениях Маневича и тех, кто следил за вице-губернатором. Было установлено, что преступники не только следили за Маневичем, фиксировали, в какое время он уезжает на работу и возвращается с неё, но и тщательно готовили позицию для стрельбы и пути отхода. Бандиты срезали запоры на чердаках и повесили свои, выбрали подходящее для стрельбы слуховое окно, отогнули закрывающие его металлические листы и прибили их углы гвоздями. Чтобы снайперу не пришлось вести огонь на весу, бандиты приставили к слуховому окну бочку, а сверху положили несколько металлических ящиков. Также на чердак заранее принесли автомат Калашникова, оптический прицел и рацию.
Одним из преступников, следивших за Маневичем, предположительно был инспектор отдела охраны и режима Северо-Западной базовой таможни Игорь Бондаренко. Оперативники выяснили, что с 12 по 26 августа он не появлялся на работе. Где он находился в это время и что делал, Бондаренко пояснить не смог. Он был арестован по подозрению в причастности к покушению на Маневича. На допросах Бондаренко свою вину категорически отрицал. В итоге Бондаренко был осуждён лишь за подделку документов, так как у него оказалась фальшивая трудовая книжка.
Согласно другой версии, убийство Маневича было делом рук другой банды киллеров — группировки братьев Челышевых. В настоящее время убийство Маневича формально считается нераскрытым.

## Структура и деятельность банды
Основной деятельностью банды было исполнение заказных убийств. Кроме этого, бандиты торговали оружием и занимались разбоями. Под контролем группировки находился ряд коммерческих объектов, в частности, авторынок. Банда действовала в четырёх регионах России — Санкт-Петербурге, Ленинградской, Псковской и Новгородской областях.
Сергей Зарипов сам снабжал банду оружием и боеприпасами. Он приспосабливал газовые, сигнальные, пневматические пистолеты для стрельбы боевыми патронами. Оружие, сделанное им вручную, позже обнаруживали после убийств в Санкт-Петербурге, Новгороде, Москве. Зарипов отлично знал военное дело и баллистику. Банда отличалась хорошей организованностью, стабильностью состава, сильной законспирированностью и железной дисциплиной. Так, однажды Зарипов отрезал мизинец Алексею Кескюлю за то, что он пришёл на дело с «засвеченным» мобильным телефоном.
В криминальных кругах был очень высок авторитет Зарипова и его группировки. За исполнение убийства участники банды брали от 10000 до 15000 долларов. Зарипов принимал заказы на убийства в основном от бизнесменов. Главарь банды продумывал план убийств, распределял роли и делил деньги. Участники группировки долго и тщательно готовились к каждому преступлению — подолгу вели наблюдение за будущими жертвами с использованием оптических средств, сканеров, скрытых камер, изучали пути отхода, прослушивали телефонные разговоры, маскировались с помощью очков, перчаток, верхней одежды, обуви, использовали профессиональный грим, парики, накладные усы, бороды и даже поливали головы лаком, чтобы не оставлять волос. Бандиты использовали неприметные автомобили — «жигули» и УАЗы, часто меняли их. Каждому участнику банды была отведена своя роль в преступлении, каждый из них получал инструкцию, как действовать при возникновении различных ситуаций, например, если намеченная жертва окажет сопротивление. Прорабатывались пути отхода, изучалась местность, где должно было произойти нападение. Из денежных средств, добытых в ходе преступной деятельности, Зарипов платил участникам банды и выделял необходимые суммы для обслуживания автотранспорта, приобретения средств связи и маскировки.

## Преступления банды
В сентябре 1998 года участники банды проникли в квартиру и совершили разбойное нападение на предпринимательницу Наталью Богданову. Бандиты похитили из квартиры 1 миллион деноминированных рублей и ювелирные украшения.
В конце 1990-х годов Алексей Гардоцкий по приказу Сергея Зарипова совершил убийство частного предпринимателя Мансурова. Бандит убил Мансурова в подъезде дома, выстрелив в него шесть раз.
В 1999 году Андрей Зарипов погиб при случайном взрыве самодельного взрывного устройства.
Одним из самых громких преступлений банды было совершённое в октябре 2000 года убийство владельца охранного предприятия «Георгиевское» Игоря Алексашина. По некоторым данным, он был криминальным авторитетом по прозвищу «Пудель», и ранее входил в ОПГ Юрия Шутова. Когда Алексашин выходил из бани на Богатырском проспекте и садился в свою иномарку, сидевшие в засаде Зарипов, Ичин и Смирнягин расстреляли автомобиль из автоматов. Алексашин погиб на месте, его спутник Булгаков был ранен.
По версии следствия в июле 2002 года «зариповские» убили наводчика банды Геннадия Ухтомского, введя ему смертельную дозу наркотика, но этот эпизод в суде не доказан.
18 сентября 2002 года Зарипов, Ичин и Кескюль совершили убийство бизнесмена Богданова. Заказчиками этого убийства были преступники, которым Богданов отказался платить «дань». Бандиты застрелили бизнесмена в подъезде его дома.
Большая часть убийств была совершена бандой в 2003—2004 годах. 7 апреля 2003 года вооружённые пистолетами Зарипов, Ичин, Кескюль и Курило, действуя по «наводке», совершили разбойное нападение на бизнесмена Петрова, при этом попытавшись его убить. Бандиты похитили у него около 100 тысяч рублей.
12 августа 2003 года в городе Боровичи Новгородской области бандитами были убиты предприниматели Андрей Тимофеев и Александр Белоусов. По некоторым данным, Тимофеев был лидером преступной группировки «Шанс». За это двойное убийство киллеры получили 30 тысяч долларов.
18 декабря 2003 года бандитами был убит предприниматель Александр Рогозин. Зарипов и Ичин пролежали несколько часов в засаде на пригорке перед его загородным домом, который находился под охраной. Когда Рогозин показался в оконном проёме, один из бандитов убил его выстрелом из винтовки с оптическим прицелом. Уезжая с места преступления, Зарипов и Ичин разобрали оружие и по частям выбросили.
12 июля 2004 года Зарипов, Ичин и Кескюль совершили нападение на начальника железнодорожной станции Лигово Игоря Пташука. Заказчиками преступления были люди, которым Пташук задерживал поставку вагонов. Бандиты, выстрелив издали, ранили начальника станции в ногу. В 2005 году Пташук перевёлся на станцию Шушары.
В феврале 2006 года депутат Законодательного собрания Санкт-Петербурга Юрий Шутов, а также Айрат Гимранов и трое участников его банды были приговорены судом к пожизненным срокам заключения. После этого Зарипов объявил своим подчинённым: «Мы должны быть лучше Шутова». Главарь приказал участникам своей банды менять сотовые телефоны после каждого совершённого преступления.
В 2006 году банде поступил заказ на убийство предпринимательницы Валентины Раевской. Заказчики, предложившие за исполнение убийства 30 тысяч долларов, вели переговоры с бандитами через криминального авторитета Станислава Тюрина, который вышел на некоего Авзалутдинова, знакомого Алексея Кескюля. В феврале 2006 года бандиты согласились выполнить заказ за 15 тысяч долларов. После того как заказчики и исполнители достигли согласия, Тюрин передал Кескюлю деньги и данные о Раевской. После этого Зарипов с другими бандитами установили постоянное наблюдение за женщиной, в том числе снимая на видео её передвижения по городу, с целью установить её распорядок дня. Киллеры совершили три покушения на Раевскую. Один раз бандитам помешала собака женщины, поднявшая лай при виде чужих людей. Утром 10 февраля 2006 года, при третьем покушении, Кескюль убил Раевскую из самодельного пистолета-пулемёта.
Понимая, что их группировке требуется все больше оружия, Зарипов в ноябре 2006 года закупил на чёрном рынке новую партию автоматов, гранат и взрывчатки. Весь арсенал, который группировка приобрела осенью 2006 года, хранился в одной из квартир на Васильевском острове. Однако уже в декабре один из участников банды перевёз оружие в один из частных домов под Гатчиной.
К этому времени розыском банды Зарипова занимались оперативники ФСБ, ГУВД и следователи Следственного комитета России. Квартира главаря банды прослушивалась.
В декабре 2006 года Зарипов планировал совершить убийство бизнесмена Чатикяна, владевшим ночным клубом «Зет». За этот клуб шла серьёзная борьба, и Чатикян имел солидную охрану. Бандиты следили за ним несколько дней. После этого киллеры, вооружённые гранатомётом, устроили засаду на Чатикяна возле клуба. В этот день бизнесмен в клуб не приехал, а киллеры, в том числе и Зарипов, были задержаны.

## Аресты, следствие и судебные процессы
После ареста главаря оружие, принадлежавшее банде, в срочном порядке было выброшено на свалку. Позже оперативниками были обнаружены принадлежавшие бандитам немецкие автоматы ММГ и российские АКМ, более 4 тысяч патронов, гранатомёт, 2 карабина, обрез охотничьего ружья, 13 гранат, 40 пистолетов и револьверов, винтовка, более 40 насадок для бесшумной и беспламенной стрельбы на различные виды оружия, 4 кг пороха и электродетонатор, а также более 50 килограммов тротила, 600 граммов гексогена, 500 граммов пластида.
24 января 2007 года банда почти в полном составе была арестована. Восемь бандитов были заключены под стражу, ещё двое находились под подпиской о невыезде. Участникам банды было предъявлено обвинение в 11 эпизодах преступной деятельности в период с 1998 по 2006 год, в том числе создании банды и участии в ней, совершении заказных убийств, разбойных нападений и незаконного оборота оружия и боеприпасов. Часть подсудимых признала свою вину, другие, в том числе и Зарипов — нет.
В августе 2007 года суд присяжных оправдал Станислава Тюрина и Константина Братчикова по делу об убийстве директора «Алмаз-Антея» Игоря Климова и гендиректора ОАО «Проммашинструмент» Елены Нещерет. Дело слушалось в Московском городском суде. 23 октября 2007 года Верховный суд отменил этот приговор. В ноябре 2008 года Станислав Тюрин и Константин Братчиков вновь были оправданы по этому делу новым судом присяжных, и этот приговор вступил в законную силу.
В ноябре 2009 года Алексей Гардоцкий сознался в убийстве Михаила Маневича. Гардоцкий подробно рассказал, как происходила подготовка к этому преступлению и само убийство. По его словам, убийство готовилось несколько месяцев под руководством брата Сергея Зарипова — Андрея. Все это время бандиты вели слежку за Маневичем. В день убийства Андрей Зарипов, стоя на улице Рубинштейна, подавал по радиостанции команды Гардоцкому, который находился на чердаке дома на Невском проспекте и стрелял в Михаила Маневича из автомата Калашникова. Ещё двое соучастников якобы отслеживали выезд вице-губернатора из дома.
Судебный процесс по делу банды Зарипова начался весной 2010 года. Перед судом предстали Сергей Зарипов, Вячеслав Ичин, Алексей Гардоцкий, Эдуард Авзалутдинов, Алексей Кескюля, Илья Курилов, Константин Панов, Роман Смирнягин, Сергей Исаев. 5 февраля 2011 года присяжные признали доказанной вину девятерых подсудимых по десяти эпизодам преступной деятельности (вместе с тем, ряд подсудимых по некоторым эпизодам были оправданы). По двум преступлениям коллегия присяжных признала подсудимых невиновными. В итоге суд приговорил Вячеслава Ичина к 16, Алексея Кескюля к 14, Илью Курило к 11 годам лишения свободы в колонии строгого режима с учётом их деятельного раскаяния. Авзалутдинов и Гардоцкий получили по 9 лет в колониях особого и строгого режима соответственно. Сергей Исаев был приговорён к 4 годам заключения условно. Остальные участники банды — Зарипов, Смирнягин и Панов — были признаны присяжными не заслуживающими снисхождения. Панов был приговорён к 9 годам лишения свободы в колонии общего режима, Смирнягина — к 18 годам в колонии строгого режима. Сергей Зарипов был приговорён к пожизненному заключению в колонии особого режима.
В декабре 2012 года коллегия присяжных в третий раз оправдала Станислава Тюрина по обвинении в причастности к убийству Валентины Раевской. Верховный суд отменил основанный на вердикте присяжных оправдательный приговор.
В июне 2013 года Ленинградский областной суд вынес Станиславу Тюрину на основании вердикта присяжных обвинительный приговор. Тюрин был признан виновным в похищении и убийстве представителя учредителей ОАО «Кожевенный завод им. А. Радищева» Анатолия Голикова. Эдуард Авзалутдинов и Арсений Коринфский, среди прочих, были признаны соучастниками Тюрина в совершении этого преступления. Тюрин и Авзалутдинов были приговорены к 20 и 17,5 годам заключения в колонии соответственно. Адвокаты Тюрина попытались обжаловать приговор в надзорной инстанции Верховного суда. На этом же процессе был оправдан директор ООО «Орлан» Иосиф Осипов, который, по версии следователей, тоже был организатором убийства Голикова и связан с Тамбовской ОПГ. Этот приговор вступил в законную силу.